# رابوع

الرَّابوع

الرَّابوع أو نموذج الرباعي أو العُشار الفيثاغوري أو تتركتيس (بالإنجليزية: The tetractys)‏، هو شكل مثلث يتكون من عشر نقاط مرتبة في أربعة صفوف: الصف الأول فيه نقطة، والثاني نقطتان، والثالث ثلاث نقاط، والرابع أربع نقاط، وهو التمثيل الهندسي لمثلث العدد أربعة أي العدد عشرة (1+2+3+4=10)، ويُعتبر عددًا مُقدَّسًا. وبوصفه رمزًا روحانيًّا، فقد كان مهمًا جدًا في العبادة السرية المُرتبطة بالفيثاغورية. ووفقًا لفلسفتهم، فإنَّ هناك أربعة مواسم وهي مرتبطة بهذا الرقم، وكان الرقم مرتبطًا أيضًا بحركات الكواكب والموسيقى.

## رموز فيثاغورس
ترمز الأرقام الأربعة الأولى إلى الموسيقى العالمية والكون على النحو التالي:
1. الوحدة (موناد أو الجوهر الفرد).
2. دياد - الطاقة/القوة - المحدود/المطلق (بيراس/أبيرون أو اللانهائي اللامتعين).
3. التوافق أو الانسجام أو التوازن أو الهارموني (مثلث أو الثالوث).
4. كوزموس أو العالم: النظام المحكم والترتيب المتجانس (رابوع أو الرباعي).[5]